# ادبيشات (اغوازي)
ادبيشات هي إحدى مشيخات المملكة المغربية، تتبع جغرافيا لإقليم تاونات وإداريًا لاغوازي. يقدر عدد سكانها بـ 4652 نسمة حسب الإحصاء الرسمي للسكان والسكنى لسنة 2004.